# Török zene
Törökország a Földközi-tenger keleti oldalán található, kultúrájában európai, észak-afrikai, közel-keleti, kaukázusi, dél-ázsiai és közép-ázsiai elemek keverednek. A „török” zene, amit helyesebb „törökországi zenének” nevezni, közép-ázsiai népzenei, arab, perzsa, klasszikus és modern európai és amerikai zenei elemeket ötvöz. Ugyanakkor a török zene is hatással volt ezekre az országokra.

## Átfogó történet

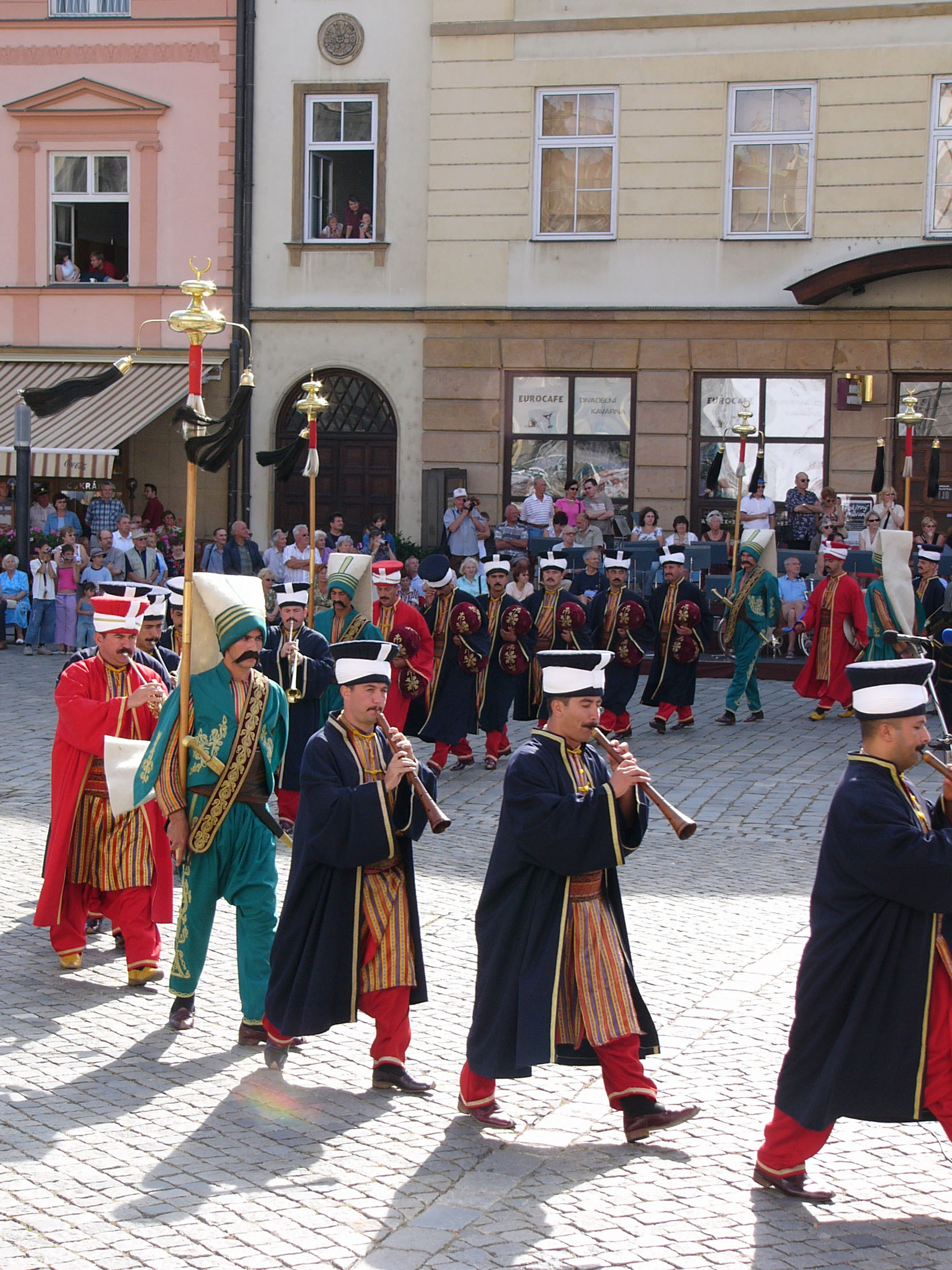
Oszmán katonai zenekar

Törökország tradicionális zenéje két fő hagyományhoz kötődik, melyek szorosan összefüggenek, mégis eltérő jellegűek. Az egyik a török népzene, melyet az anatóliai, balkáni és közel-keleti népek kultúrája határoz meg. A török népzene nem csak a közép-ázsiai türk népek zenéjére támaszkodik, de erőteljes kölcsönhatásban van a régió más népeinek zenéjével is. A másik zenei tradíció, a török klasszikus zene az oszmán elit társadalom zenéjét tükrözi, melyre erősen hatottak az iszlám (különösen az arab és a perzsa) kultúrák.
Az Oszmán Birodalom korában a török klasszikus zenét a palotákban játszott zene jelentette, míg a népzene a falvakban játszott zene volt. 1923-ban, a köztársaság kikiáltásával új korszak kezdődött: az új köztársaság céljai között szerepelt többek között az ország modernizálása és a nyugati kultúra támogatása, így az oszmán maradványnak nyilvánított isztambuli székhelyű klasszikus zene helyett a törökösnek számító anatóliai zenei világot népszerűsítették. Mindemellett támogatták a nyugati klasszikus zene terjesztését is, az ország modernizálásának egyik lépcsőfokaként.
Az 1960-as években a nyugati populáris zene Törökországot is elérte, törökül a hafif-batı müziği (könnyű nyugati zene) nevet kapta. A kommunista eszmék világméretű terjedésének következtében a török művészek a modern dallamokat népzenei elemekkel ötvözték, létrehozva az ún. Anatóliai Rock műfaját.
Az 1970-es években elkezdődött a városiasodás: vidékről egyre többen költöztek a munkahelyet biztosító nagyvárosokba (leginkább Isztambulba), ám nagyon sokan nem tudtak hozzászokni az új környezethez, az urbanizációhoz, és ennek következtében létrejött egy új zenei műfaj, az arabeszk, „a szenvedés zenéje”, melyet néhány szakember az oszmán klasszikus zene „elferdítésének” minősített. Az arabeszk (arabesk) zene a török népzene és a közel-keleti zene fúziója. A növekvő baloldali közösségek létrehozták saját protest-zenei stílusukat, az „özgün müzik” azaz szabad zenét. A katonai kormányzat ideje alatt mind az arabeszk, mind az özgün zenét „elkorcsosodottnak” minősítették, és a török klasszikus zenét részesítették előnyben.
Az 1990-es évek elején lett népszerű a nyugati stílusú popzene, a világra nyitó modernizációs tendenciáknak köszönhetően. A popzene növekvő népszerűsége olyan nemzetközileg is ismert sztárokat emelt a magasba, mint Tarkan vagy az Eurovíziós Dalfesztivál győztese Sertab Erener.
A török népzene az 1990-es évek végén ismét középpontba került, és egyre népszerűbb.

## Popzene
Szócikk: Török popzene
A 20. század talán legnagyobb női popsztárja Törökországban Sezen Aksu, a legnagyobb férfi popsztár címet Tarkan birtokolja. Míg Tarkan nem csak Európát, de gyakorlatilag az egész világot elérte zenéjével, addig Mustafa Sandal, Tarkan kortársa és riválisa szerényebb sikereket mondhat magáénak német nyelvterületen. Sertab Erener 2003-ban megnyerte az Eurovíziós Dalfesztivált, 2004-ben pedig az Athena együttes negyedik helyezést ért el ugyanitt. 2007-ben Kenan Doğulu ugyancsak 4. helyen végzett a versenyben.

### Török hiphop
1995-ben egy török-német csoport megalakította a Cartel nevű hiphop formációt, mely nemcsak Törökországban, de Németországban is heves vitákat váltott ki forradalmi dalszövegeik miatt. További török-német rapperek például Nefret, Aziza-A, DJ Volkan, KMR, DJ Mahmut.
Az utóbbi időben nagy népszerűségnek örvend a rapzene Törökországban, a legnépszerűbb előadók között van Sagopa Kajmer Ceza, és Ege Çubukçu, a női rapperek közül pedig Ayben emelkedik ki.

### Énekesek, művészek
Pár ismertebb popművész, énekes:
- Aydilge Sarp
- Candan Erçetin
- Emina
- Emre Altuğ
- Göksel
- Hadise
- Hande Yener
- Hülya Avşar
- Kenan Doğulu
- Murat Boz
- Mustafa Sandal
- Nazan Öncel
- Sertab Erener
- Sezen Aksu
- Tarkan
- Yıldız Tilbe

## Arabesk
Az arabeszk (arabesk) zene az egyik legnépszerűbb populáris műfaj Törökországban. Nevét zenetudósok adták: a műfaj jellegzetessége az a „jajgató” éneklés, amely az arab zene tulajdonsága. Az arabeszk zenét az 1940-es években Kaydar Tatlıyay a török hastánc zenei elemeivel keverte és tette népszerűvé. Az 1960-as években az arabeszk a népzenével keveredett, például Ahmet Sezgin, Abdullah Yüce és Hafiz Burhan Sesiyılmaz előadásában. Orhan Gencebay angol-amerikai Rock and Roll-al ötvözte az arabeszk zenét. A műfaj legkedveltebb kortárs előadói közé tartozik İbrahim Tatlises és Yıldız Tilbe.

## Anatóliai rock

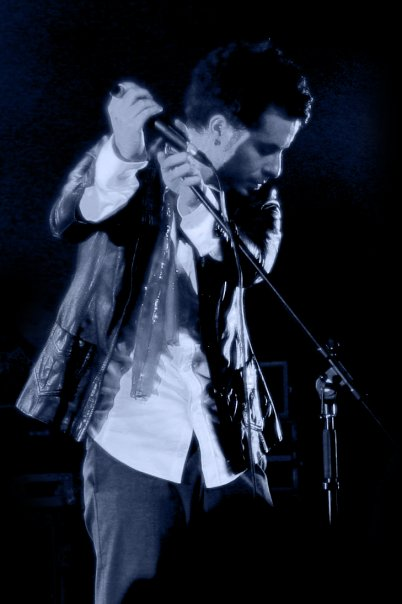
Emre Aydın, többszörösen díjazott pop-rock előadó

Cem Karaca a műfaj legelismertebb művésze, olyan előadóknak nyitott utat, mint Barış Manço, a Moğollar, a Bulutsuzluk Özlemi, Zen vagy Zülfü Livaneli.

### Mai rock
Manapság szinte minden rockzenét játszó török előadót be lehet sorolni az anatóliai rock kategóriába, mivel mindegyiket megérintette ez a stílus. A műfaj egyik legfontosabb együttese a Kargo, az első rockegyüttes, akiknek sikerült betörniük a pop-orientált török zenei piacra. A nyugati világot kritizáló Boğaziçi (Boszporusz) című daluk kultuszdallá vált a fiatalok körében. A legnépszerűbb rock előadók között van még például: az Athena együttes, a maNga, a Gripin, a 2008-ban MTV European Music Awards-díjas Emre Aydın; Şebnem Ferah, Teoman, Demir Demirkan, a Çilekeş, Haluk Levent, a Duman, a Redd vagy a Kurban együttes. Az alternatív rockzene egyik elismert képviselője a 4,5 oktávnyi hangterjedelemmel rendelkező Cem Adrian.

## Elektronikus zene
Az elektronikus zene viszonylag fiatal műfaj Törökországban, de egyre népszerűbb. Ismertebb török vagy török származású DJ-k:
- DJ U.F.U.K
- DJ Can Hatipoğlu
- DJ Quicksilver
- DJ Akman
- DJ Tarkan
- DJ Arhan Kayar
- Mercan Dede (trance és vallásos szufi zene keveredik dalaiban)

## Népzene
A török folklór rendkívül sokszínű. A török népzenét, vagy türkü-t egyetlen hangszer jellemzi, a saz vagy bağlama, ami egy fajta hosszú nyakú lant. Hagyományosan a saz-t magányosan, faluról falura utazó énekesek, az aşık-ok használták, az egyik legnépszerűbb ilyen vándorzenész Aşık Veysel volt. Napjainkban saz zenekarok, több más hagyományos hangszerrel kiegészülve, népszerűsítik a török népzenét. A nádsíp (zurna) – dob (davul) formáció vidéken népszerű, esküvőkön és más eseményeken lépnek fel. Népszerű hangszer még az elektrosaz, a darbuka és a kemençe (egyfajta hegedű a Fekete-tenger vidékéről).
Népzene kíséri a népi táncokat, melyek régiónként változnak. A sokszínű török táncok közé tartoznak pl.: çiftetelli (Trákia), zeybek (Égei-tenger), horon (Fekete-tenger) és halay (Kelet-délkelet-Anatólia).

### Alevi zene
A török lakosság körülbelül egyharmada alevi, akiknek népzenéje jól ismert (melyet az utazó bárdok, az aşık-ok adtak elő) . A dalok misztikus témákat dolgoznak fel, Alevi szentekhez és Mohamed próféta vejéhez, Alihoz könyörögnek. A legtöbb dalt az ún. Hét Ulu költők írták, például a 15. században élt Şah Hatayi, a Safevi Birodalom alapítója, vagy Pir Sultan Abdal, egy mártír, aki az Oszmán Birodalom ellen lázadt. Ruhi Su az 1970-es években élesztette újjá az aşık tradíciót. Néhány aşık, például Mahsuni Şerif, Aşık Veysel és Ali İzzet szociálpolitikailag forradalmi dalszövegeikről voltak híresek. Nyugat-Anatólia az otthona az ún. bozlak zenének, mely részben improvizációra, részben szavalatra épül, és melynek legjelesebb képviselője Neşet Ertaş.

### Mevlevi zene: Ayin

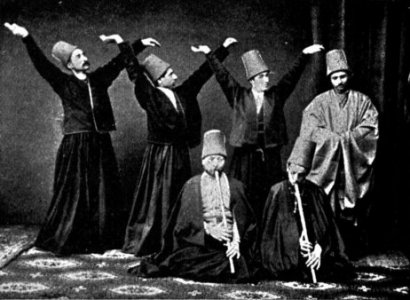
Mevlevi dervisek, 1887

A mevlevi (forgó) dervisek ismertek Törökországon kívül is. Zenéjük hosszú, összetett kompozíciókból állnak, melyek neve ayin, melyek előtt és után is dalokat énekelnek. Ezeknek a daloknak a szövege az alapító és költő Jelaleddin Rumi verseiből áll. Nemzetközileg is elismert mevlevi zenészek pl: Necdet Yasar és Kudsi Ergüner.

### Fekete-tenger és Kaszpi-tenger régiója
Ezen a területen láz népcsoporthoz tartozó emberek élnek, népzenéjük egyes motívumait sikerrel használta például Elena Paparizou (az Eurovíziós Dalfesztivál győztese 2004-ben) is.

### Kurd zene
A hagyományok szerint háromféle kurd előadót különböztetünk meg: történetmondókat (chirokbej), vándorénekeseket (stranbej) és bárdokat (dengbej). A dalok nagy része epikus jellegű. Népszerűek a szerelmes dalok, táncdalok, esküvői és más ünnepségeken énekelt dalok, az erotikus költészet és a „munkadalok”. A leggyakoribb hangszerek a bloor (fuvola), ghol (dob), duduk (oboa), tenbur (saz), kamanche (kemençe – egyfajta hegedű), és a zurna (fa pásztorsíp).

## Klasszikus zene

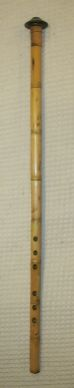
Török ney

A török klasszikus zene egyik jellemzője a makam, hangnemek és hangsorok egyfajta rendszere, valamint a taksim, amely improvizációra épül. A taksim egy zenedarabokból álló sorozat, amely áll bevezetésből, levezetésből, és egy első részből, amelyet a taksim szabályoz. A hagyomány részei a dalok is, sok közülük nagyon régi, 14. századból is maradtak fenn dalok; de például a 19. századi dalszerző Haci Arif Bey dalai is rendkívül népszerűek.
A török klasszikus zene hangszerei az úd (ud) (körte alakú húros hangszer), a tanbur, a ney (nádsíp), a kanun (trapéz alakú citera) és a darbuka.
A török klasszikus zenét konzervatóriumokban tanítják, melyek közül a leghíresebb az isztambuli Üsküdar Musiki Cemiyeti. A legnépszerűbb klasszikus énekes Münir Nurettin Selçuk. Népszerű énekesek még Bülent Ersoy, Zeki Müren és Zekai Tunca.

### Roma zene
A roma zenészek ismertek és kedveltek szerte Törökországban. Hatást gyakoroltak a török klasszikus zenére; először meyhane-kban, azaz kocsmákban játszották. A romák által játszott zene neve fasil, napjainkban aki fasil zenét szeretne hallani Isztambulban a Çiçek Pasajıban teheti ezt meg. A fasil zenére hatást gyakorolt többek között a görög zene és a hastánc zenei ritmusai is. A fasil zene legkiválóbb képviselői közé tartozik Mustafa Kandirali és Burhan Öçal.

### 20. századi klasszikus zene
Amikor az Oszmán Birodalom hamvaiból létrejött a Török Köztársaság a Mızıka-ı Hümayun-t, azaz a Császári Zenekart áthelyezték Isztambulból Ankarába, az új fővárosba és Riyaset-i Cumhur Orkestrası (A Köztársaság Elnöki Zenekara) névre keresztelték át. Ez is a török zene modernizációjának egyik lépése volt. A zenekart 1924-ben Cumhurbaşkanlığı Senfoni Orkestrası-ra nevezték át (A Köztársasági Elnök Szimfonikus Zenekara). 1924-ben új iskolát alapítottak a nyugati stílusú zene oktatására, 1926-ban pedig átnevezték az Isztambuli Keleti Zeneiskolát Isztambul Konzervatóriumra, tehetséges fiatal zenészeket küldtek külföldre tanulni (többek között olyan később ismertté vált zeneszerzőket, mint Cemal Reşit Rey, Ulvi Cemal Erkin, Ahmet Adnan Saygun, Necil Kazım Akses, Hasan Ferit Alnar). 1936-ban megalapítják az Ankarai Állami Konzervatóriumot a német zeneszerző-filozófus Paul Hindemith segítségével.
A modernizációs programok mellett 1924-ben Atatürk indította útjára azt a programot, melynek keretén belül körülbelül 10.000 népdalt gyűjtöttek össze, kategorizáltak és archiváltak, hogy megőrizzék a török zene török voltát. 1936-ban Bartók Béla Ankarában és Délkelet-Törökországban segítette a programot munkásságával. A magyar zeneszerző emlékére szobrot emeltek a török fővárosban.
1976-ban a sanat (a török klasszikus zene egy formája) reneszánszát élte, megalapították az Állami Konzervatóriumot Isztambulban, hogy ne csak a török népzene, de a klasszikus zene is teret nyerhessen.
Törökország egyik külföldön is ismert neves zongoraművésze és zeneszerzője Fazıl Say, aki Magyarországon is többször fellépett már.

### A török zene hatásai
A 18. században az európai klasszikus zeneszerzőket rendkívüli módon érdekelte a török zene, különösen a janicsár zenekarokban használt rézfúvós és ütőhangszerek. Joseph Haydn „Katonaszimfóniájában” és több operájában is felhasznált török hangszereket. Ludwig van Beethoven a IX. szimfóniájában, illetve Wolfgang Amadeus Mozart az A-dúr zongoraszonáta „Ronda alla turca” (Törökinduló) alcímet viselő tételében utal a török hangzásvilágra, de török motívumok megjelennek operáiban is (például Szöktetés a szerájból). Bár ez csupán a kor hóbortjának tudható be, a török zene mégis hosszú távon befolyásolta a nyugati klasszikus zenét: a szimfonikus zenekarok a mai napig is használják a cintányért, a triangulumot, a nagydobot és a harangokat.
Dave Brubeck jazz-zenész „Blue Rondo á la Turk” című művét Mozarthoz és a török zenéhez írta.